# Alcithoe lutea
Alcithoe lutea là một loài ốc biển nước sâu cỡ lớn, là động vật thân mềm chân bụng sống ở biển trong họ Volutidae, họ ốc dừa.